# Огвумике, Ннека
Ннемкади «Ннека» Огвумике (англ. Nnemkadi "Nneka" Ogwumike; род. 2 июля 1990 года в Томболле, Техас, США) — американская профессиональная баскетболистка, выступает в женской национальной баскетбольной ассоциации за команду «Сиэтл Шторм». Была выбрана на драфте ВНБА 2012 года в первом раунде под первым номером командой «Лос-Анджелес Спаркс». Играет на позиции тяжёлого форварда. В 2016 году она стала чемпионкой ВНБА в составе «Спаркс», попутно выиграв звание самого ценного игрока ассоциации.
В составе национальной сборной США стала победительницей универсиады 2011 года в Шэньчжэне и чемпионатов мира 2014 года в Турции и 2018 года в Испании.

## Ранние годы
Ннека Огвумике родилась 2 июля 1990 года в городке Томболл (штат Техас), а училась в соседнем городе Сайпресс в средней школе Сай-Фэйр, в которой играла за местную баскетбольную команду. В 2008 году она принимала участие в игре McDonald's All-American, в которой выступают лучшие выпускницы школ США и Канады. В этой игре Огвумике набрала 17 очков и совершила 6 подборов и была признана самым ценным игроком белой команды. Кроме того в том же году в составе своей школьной команды она выигрывала чемпионат штата Техас. Родилась в семье Питера и Ифи Огвумике, у неё есть три младшие сестры, Чини, Оливия (Чисом) и Эрика (Эринма).

## Студенческая карьера
В 2008 году Огвумике поступила в Стэнфордский университет, где в течение четырёх лет выступала за баскетбольную команду «Стэнфорд Кардинал», в которой провела успешную карьеру под руководством именитого наставника, члена Зала славы баскетбола, Тары ван Дервир, набрав в итоге в 145 играх 2491 очко (17,2 в среднем за матч) и сделав 1226 подборов (8,5). При Ннеке «Кардинал» постоянно выигрывали регулярный чемпионат и турнир конференции Pac-12, а также всегда выходили в плей-офф студенческого чемпионата США (2009-2012).
Видимо Огвумике является одной из главных неудачниц студенческого чемпионата США, так как при ней «Стэнфорд» всегда играл в финале четырёх турнира NCAA (англ. Final Four), постоянно уступая его будущему триумфатору, всего один раз играл в решающей встрече, впрочем так и не смог стать его победителем. 5 апреля 2009 года «Кардинал» в полуфинале без борьбы уступили команде Тины Чарльз и Майи Мур «Коннектикут Хаскис» со счётом 64-83, где Ннека стала вторым по результативности игроком своей команды, набрав 13 очков и совершив 12 подборов. В следующем году, 4 апреля, «Стэнфорд» сперва в полуфинале в упорной борьбе обыграли команду Даниэллы Робинсон и Аманды Томпсон «Оклахома Сунерс» со счётом 73-66, в котором Огвумике стала лучшим по результативности игроком матча, набрав 38 очков и совершив 16 подборов, а затем в финальной встрече, 6 апреля, вновь уступили, но уже в упорной борьбе, команде «Коннектикут Хаскис», где по-прежнему блистали Мур и Чарльз, со счётом 47-53, в которой Огвумике стала вторым по результативности игроком своей команды, набрав 11 очков и совершив 13 подборов. 3 апреля 2011 года «Кардиналс» в полуфинале в бескомпромиссной борьбе проиграли команде Даниэллы Адамс «Техас A&M Аггис» со счётом 62-63, в котором Огвумике стала лучшим по результативности игроком матча, набрав 31 очко и совершив 7 подборов. В следующем году, 1 апреля, «Стэнфорд» на том же этапе проиграл команде Бриттни Грайнер и Одисси Симс «Бэйлор Леди Бирс» со счётом 47-59, где Ннека опять стала лучшим по результативности игроком матча, забив 22 очка и сделав 9 подборов.
23 января 2010 года Ннека Огвумике в победной встрече против команды «Орегон Дакс» (100-80) установила рекорд «Стэнфорда» по количеству собранных подборов в отдельно взятом матче, забив 30 очков и сделав 23 подбора, 8 из которых в нападении, тем самым побив достижение Николь Пауэлл (21). 20 декабря 2011 года в победной встрече против команды «Теннесси Леди Волантирс» (97-80) она установила личный рекорд по количеству набранных очков в отдельно взятом матче, в котором набрала 42 очка, реализовав 19 из 27 бросков с дистанции, а также 4 штрафных, и добавила к ним 17 подборов. 7 января 2012 года в победной игре против команды «Орегон Стэйт Биверс» (67-60) Огвумике набрала 33 очка и совершила 16 подборов, после чего вошла в так называемый клуб 2000+1000, в который включаются те игроки, которые набрали за свою студенческую карьеру коллекцию из 2000 очков и 1000 подборов. По окончании своей студенческой карьеры Ннека стала второй по очкам, уступив только результату Кэндис Уиггинс (2629), а также второй по подборам, уступив Кайле Педерсен (1266), впрочем всего через 2 года её младшая сестра Чини переписала книгу рекордов «Кардинал», установив рекорды в обоих статистических показателях (2737 и 1567). Помимо этого в сезонах 2009/2010 и 2011/2012 годов Огвумике признавалась баскетболисткой года конференции Pacific-12, а в последнем сезоне Ннека также была названа выпускницей года NCAA.

## Карьера в женской НБА
В 2012 году Ннека выставила свою кандидатуру на драфт ВНБА, на котором она была выбрана под первым номером клубом «Лос-Анджелес Спаркс». И уже в своём дебютном сезоне она стала третьим по результативности игроком своего клуба, набирая в среднем за матч по 14,0 очка, 7,5 подбора и 0,9 блок-шота, за что по его итогам была признана новичком года, за неё проголосовало абсолютное большинство спортивных обозревателей (39 из 41) и включена в сборную новичков лиги. 12 июля 2012 года Огвумике в победной встрече против будущего чемпиона клуба «Индиана Фивер» (77-74) установила рекорд по количеству совершённых подборов в отдельно взятом матче регулярного чемпионата женской НБА, забив 22 очка и совершив 20 подборов. 13 сентября 2012 года Ннека в победной игре против клуба «Чикаго Скай» (86-77) установила рекорд по количеству набранных очков в отдельно взятой встрече регулярки, набрав 30 очков и сделав 11 подборов. 20 сентября 2012 года в последней игре регулярного чемпионата «Искры» играючи обыграли действующего чемпиона ассоциации команду «Миннесота Линкс» со счётом 92-76, в котором Огвумике вместе со своей одноклубницей Кэндис Паркер установили рекордный дабл-дабл сразу для двух игроков команды, набрав по 22 очка и совершив по 11 подборов.
Уже дебютный плей-офф стал одним из лучших в профессиональной карьере Огвумике, ибо в нём «Спаркс» добрались до финала Западной конференции. В первом раунде «Искры» легко переиграли команду «Сан-Антонио Силвер Старз» со счётом 2-0, а затем в финале конференции опять без борьбы проиграли прошлогоднему триумфатору, клубу «Миннесота Линкс», со счётом 0-2, в котором она стала всего лишь четвёртым по результативности игроком своей команды, набрав в четырёх матчах 36 очков (9,0 в среднем за игру) и 21 подбор (5,3). Следующие три сезона «Спаркс» неизменно выходили в плей-офф чемпионата, но постоянно уступали в первом раунде турнира. Сама Огвумике трижды принимала участие в матче всех звёзд в составе сборной Запада, самым лучшим из них стала встреча 2014 года, в которой она набрала 8 очков, совершила 11 подборов и сделала 6 передач. Кроме этого по итогам сезона 2014 года Ннека была включена во вторую сборную всех звёзд ассоциации, а по итогам следующего сезона попала в первую сборную всех звёзд защиты лиги.
Самым успешным в карьере Огвумике стал сезон 2016 года, в котором команда «Лос-Анджелес Спаркс» в третий раз в своей истории выиграла чемпионский титул. В межсезонье руководство женской НБА решило изменить формат плей-офф, в который по прежнему попадали по четыре сильнейших команды из каждой конференции, однако по новым правилам турнира навылет два лучших клуба регулярного чемпионата напрямую выходили в полуфинал, пропуская первый раунд, причём оба были из Западной конференции, одним из них стали «Спаркс», а оставшиеся шесть разыгрывали между собой ещё две путёвки. В полуфиналах лидеры регулярного сезона легко переиграли своих соперников, «Спаркс» победили «Чикаго Скай» (3-1), а «Миннесота Линкс» оказалась сильнее «Финикс Меркури» (3-0), посему в финале встретились клубы из одной конференции. В финальной серии развернулась бескомпромиссная борьба, в ней никто не хотел уступать, а развязка наступила в самой концовке решающего пятого матча серии, в которой «Лос-Анджелес» выиграл с перевесом всего в одно очко (77-76), а победу своей команде принесла именно Ннека Огвумике, забив бросок в прыжке за 3,1 секунды до финального свистка. Помимо чемпионского титула Ннека по итогам этого сезона была признана самым ценным игроком женской НБА, а также была включена не только в первую сборную всех звёзд ассоциации, но и первую сборную всех звёзд защиты.

## Зарубежная карьера
После окончания дебютного сезона в женской НБА Ннека заключила соглашение с польской командой «ССС Польковице», которая в сезоне 2012/2013 годов стала не только чемпионом страны, но и завоевала кубок первенства, а также вышла в финал восьми Евролиги. В следующем сезоне Огвумике выступала в чемпионате Китая, подписав контракт с командой «Гуандун Долфинс».
В 2014 году Огвумике подписала соглашение с российской командой «Динамо (Курск)», в составе которой в 2015 году стала бронзовым призёром Евролиги. В финале четырёх «Динамо» сначала уступило соотечественницам из «УГМК» со счётом 70-81, а затем в матче за третье место переиграло турецкий «Фенербахче» со счётом 67-58. По итогам турнира Ннека стала лучшей по очкам (19,5 в среднем за игру) и второй по подборам (10,7), уступив только лишь Кэндис Паркер (11,0). Кроме того в составе «Динамо» Ннека дважды выигрывала бронзовые медали чемпионата России (2015 и 2016), оба раза пропуская вперёд себя «УГМК» и «Надежду (Оренбург)», став в 2016 году самым результативным игроком турнира 320 (20,0 в среднем за игру).

## Карьера в сборной США
Летом 2008 года Ннека Огвумике была приглашена в состав национальной команды США для участия в чемпионате Америки по баскетболу среди девушек до 18 лет, в котором участвовали 6 команд из Северной и Южной Америки и стран Карибского бассейна, который проходил с 23 по 27 июля в Буэнос-Айресе (Аргентина). Команды провели однокруговой мини-турнир, в нём каждая из команд играла с каждой, а его победителем стала команда, одержавшая больше всех побед. Звёздно-полосатыми руководила тренер университета Северного Иллинойса Кэрол Оуэнс. Огвумике сыграла во всех пяти матчах своей команды в качестве игрока стартовой пятёрки, став лидером сборной США как по очкам (12,6), так и по подборам (8,0), американки же одержали разгромные победы во всех матчах турнира с общей разностью по очкам (477-229) и заслуженно завоевали золотые медали первенства.
Команды, которые заняли первые четыре места на чемпионате Америки Буэнос-Айресе, автоматически квалифицировались на чемпионат мира по баскетболу среди девушек до 19 лет, поэтому в следующем году американки участвовали в мундиале в Таиланде, который прошёл с 23 июля по 2 августа в Бангкоке. Несмотря на то, что звёздно-полосатые неожиданно уступили в своём дебютном матче испанкам со счётом 86-90, в дальнейшем они одержали 7 побед и заслуженно выиграли золото чемпионата. В финале сборная США взяла уверенный реванш у испанок за обидное поражение в первой игре турнира, переиграв их со счётом 87-71, в которой особо отличилась Огвумике, собрав коллекцию из 22 очков и 20 подборов. По итогам всего турнира она заняла седьмое место по очкам (13,6 в среднем за игру) и третье по подборам (9,9), а также была включена в сборную всех звёзд турнира.
Летом 2011 года Ннека вместе со своей младшей сестрой Чини в составе национальной сборной США принимала участие в летней Универсиаде в Шэньчжэне (Китай). На универсиаде в Китае у американок была великолепная стартовая пятёрка, в которой помимо сестёр Огвумике играли Елена Делле Донн, Деверо Питерс и Скайлар Диггинс, а руководил ей многолетний наставник студенческой команды «Айова Стэйт Сайклонс» Билл Феннелли. Звёздно-полосатые одержали победы во всех матчах первенства с общей разностью по очкам (587-317), встретив только отчаянное сопротивление в полуфинале со стороны австралиек (79-67), и заслуженно завоевали золотые медали чемпионата, а сама Огвумике стала второй по результативности игроком своей команды после Диггинс, набирая в среднем за игру по 13,2 очка и 5,7 подбора.
В 2014 году Ннека в составе сборной США принимала участие в чемпионате мира по баскетболу в Турции, в котором американки легко переиграли своих соперниц по групповому турниру с общим счётом 300-174. В 1/4 финала звёздно-полосатые разгромили француженок со счётом 94-72. В дальнейшем американки встретили более упорное сопротивление со стороны австралиек в полуфинале (82-70) и тех же испанок в финале (77-64).